# تاج مينيكون

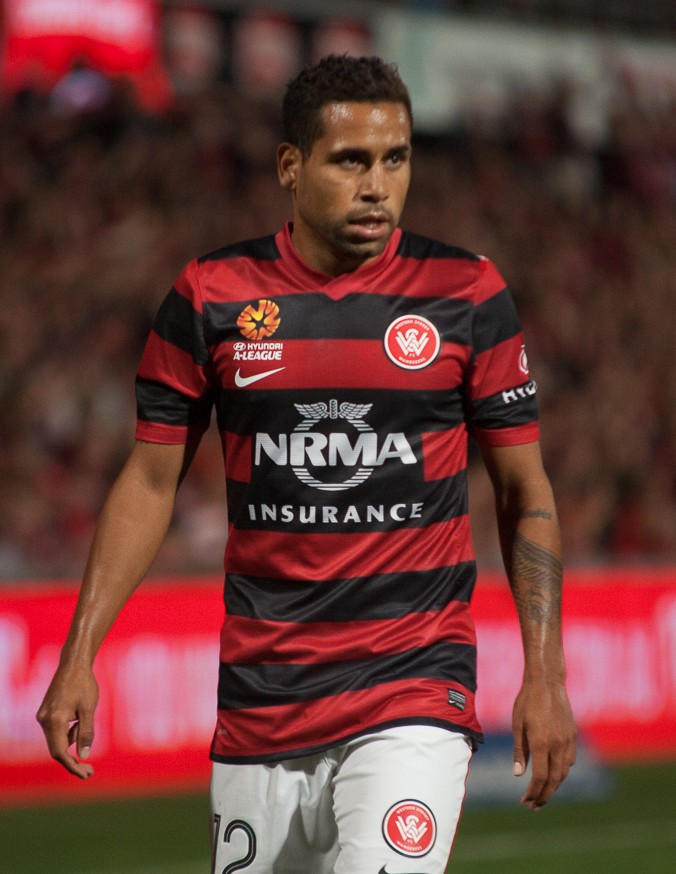

تاج مينيكون ((بالإنجليزية: Tahj Minniecon)‏؛ مواليد 13 فبراير 1989) هو لاعب كرة قدم أسترالي يجيد اللعب في خط الهجوم. يلعب حالياً لصالح نادي غولد كوست يونايتد الأسترالي.

## روابط خارجية
- تاج مينيكون على موقع قاعدة بيانات كرة القدم.إي يو (الإنجليزية)
- تاج مينيكون على موقع Soccerway.com (الإنجليزية)
- تاج مينيكون على موقع عالم كرة القدم.نت (الإنجليزية)
- تاج مينيكون على موقع كووورة
- تاج مينيكون على موقع GSA (الإنجليزية)